# مصر (استان رومی)
استان رومی مصر (به لاتین: Aegyptus) در سال ۳۰ پیش از میلاد و پس غلبهٔ اوکتاویان (در آینده امپراتور آوگوستوس) بر دشمنش، مارک آنتونی، بنیان نهاده شد. اوکتاویان معشوقهٔ آنتونی، کلئوپاترای هفتم، را از سریر قدرت به زیر کشید و بدین ترتیب پادشاهی دودمان بطلمیوسی بر مصر پایان یافت و سرزمین مصر به خاک روم ضمیمه شد. استان مصر اکثر سرزمین امروزی مصر را در بر می‌گرفت، جز شبه‌جزیرهٔ سینا (که در آینده توسط تراژان فتح شد). آیگیپتوس با استان‌های کرت و برقه (سیرنائیک) در غرب و یهودیه و عرب‌های پترا در شرق همجوار بود. مصر در آینده به تولیدکنندهٔ بزرگ غله برای امپراتوری روم مبدل شد.